# 弗拉迪米尔·普雷洛格

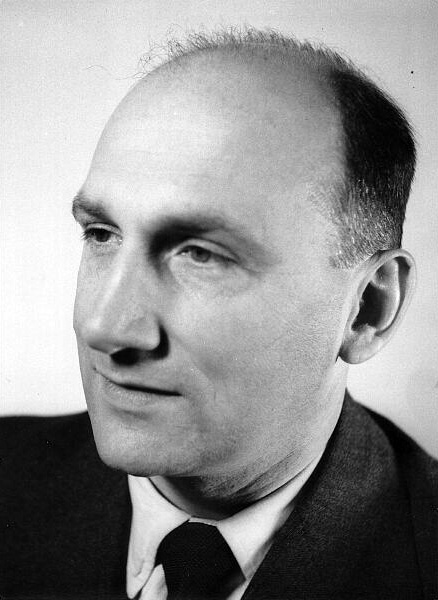
弗拉迪米尔·普雷洛格

弗拉迪米尔·普雷洛格（1906年7月23日—1998年1月7日），旅居瑞士的南斯拉夫化学家，主要研究有机分子和反应的立体化学。他于1975年获得诺贝尔化学奖。